# Kozłowa Ruda (stacja kolejowa)
Kozłowa Ruda (lit. Kazlų Rūda) – stacja kolejowa w Kozłowej Rudzie, w rejonie kozłoworudzkim, w okręgu mariampolskim, na Litwie. Jest to ważna stacja węzłową, gdzie łączą się linie kolejowe z Kowna, Królewcu i Szostakowa. Stacja kolejowa dzieli miasto na dwie części. Leży na trasie Rail Baltica.
W ciągu dnia, przez Kozłową Rudę przechodzi więcej niż 70 pociągów, średnio jeden co 20 minut. Każdego dnia, sprzedaje około 300 biletów. W ciągu miesiąca, stacja obsługuje około 30 000 osób.
Dworzec kolejowy jest jednym z nielicznych zabytkowych obiektów chronionych w mieście. Budynek stacji w 2011 roku przeszedł gruntowny remont.

## Historia
Stacja powstała w XIX w. na linii Wierzbołów-Wilno. Kozłowa Ruda (ros. Козлова Руда) położona była pomiędzy stacjami Pilwiszki (w kierunku Wierzbołowa) i Maurucie (w kierunku Wilna).